# Lekkoatletyka na Letnich Igrzyskach Paraolimpijskich 2012 – 200 metrów T46 mężczyzn
W biegu na 200 metrów kl. T46 mężczyzn podczas Letnich Igrzysk Paraolimpijskich 2012 rywalizowało ze sobą 23 zawodników. W konkursie udział wzięli sportowcy z jedną ręką amputowaną powyżej łokcia.

## Wyniki

### Eliminacje
Bieg 1
| Poz. | Zawodnik           | Narodowość               | Rezultat | Uwagi |
| ---- | ------------------ | ------------------------ | -------- | ----- |
| 1    | Antonis Aresti     | Cypr                     | 22,43    | Q     |
| 2    | Zhao Xu            | Chiny                    | 23,62    | Q     |
| 3    | Suwaibidu Galadima | Nigeria                  | 22,98    |       |
| 4    | Emicarlo Souza     | Brazylia                 | 23,01    |       |
| 5    | Mahamane Sacko     | Mali                     | 23,02    |       |
| 6    | Francis Kompaon    | Papua-Nowa Gwinea        | 23,05    |       |
| 7    | Ola Abidogun       | Wielka Brytania          | 23,26    |       |
| 8    | Addoh Kimou        | Wybrzeże Kości Słoniowej | 23,70    |       |

Bieg 2
| Poz. | Zawodnik                   | Narodowość               | Rezultat | Uwagi |
| ---- | -------------------------- | ------------------------ | -------- | ----- |
| 1    | Simon Patmore              | Australia                | 22,68    | Q     |
| 2    | Jurij Nosulenko            | Rosja                    | 22,24    | Q     |
| 3    | Roger Tapia                | Filipiny                 | 23,74    |       |
| 4    | Revelinot Raherinandrasana | Madagaskar               | 26,41    |       |
|      | Kouame Jean-Luc Noumbo     | Wybrzeże Kości Słoniowej | DNF      |       |
|      | Antônio Souza              | Brazylia                 | DNS      |       |
|      | Bashiru Yunusa             | Nigeria                  | DNS      |       |

Bieg 3
| Poz. | Zawodnik                    | Narodowość        | Rezultat | Uwagi |
| ---- | --------------------------- | ----------------- | -------- | ----- |
| 1    | Raciel Gonzalez Isidoria    | Kuba              | 22,09    | Q     |
| 2    | Yohansson Nascimento        | Brazylia          | 22,27    | Q     |
| 3    | Yao Jianjun                 | Chiny             | 22,68    | q     |
| 4    | Saidi Adedeji               | Nigeria           | 22,87    | q     |
| 5    | Tomoki Tagawa               | Japonia           | 23,04    |       |
| 6    | Tobi Fawehinmi              | Stany Zjednoczone | 23,29    |       |
| 7    | P Uggl Dena Pathirannehelag | Sri Lanka         | 23,40    |       |
| 8    | Mohamed Kamara              | Sierra Leone      | 24,46    |       |

### Finał
| Poz. | Zawodnik                 | Narodowość | Rezultat | Uwagi |
| ---- | ------------------------ | ---------- | -------- | ----- |
| 1    | Yohansson Nascimento     | Brazylia   | 22,05    | WR    |
| 2    | Raciel Gonzalez Isidoria | Kuba       | 22,15    |       |
| 3    | Simon Patmore            | Australia  | 22,36    |       |
| 4    | Antonis Aresti           | Cypr       | 22,40    |       |
| 5    | Yao Jianjun              | Chiny      | 22,81    |       |
| 6    | Jurij Nosulenko          | Rosja      | 22,88    |       |
| 7    | Saidi Adedeji            | Nigeria    | 23,02    |       |
|      | Zhao Xu                  | Chiny      | DQ       |       |